# Grupo de Operaciones Especiales (Ecuador)

## Historia
En el año de 1982 ante el crecimiento delictivo que atravesaban las principales ciudades de Quito y Guayaquil, el escalón superior de la Policía Nacional preocupado por este fenómeno social, dispone se entrene y capacite a un grupo de Oficiales y Policías para luchar frontalmente contra esta problemática. El 12 de septiembre de 1998 este grupo recibe el nombre de "Grupo de Reacción", nombre otorgado por la Institución por su actividad netamente de apoyo inmediato a los servicios policiales con los que contaba en ese entonces la Policía Nacional.
El 11 de marzo de 1992, mediante el memo 595 - CG y por disposición del entonces comandante general de Policía  Gral. Lenin Homero Vinueza Mideros, cambia el nombre del grupo de reacción por el de Grupo de Operaciones Especiales GOE", debido a la capacitación y profesionalismo demostrado en el día a día, delegando así a esta Unidad funciones en cumplimiento de diferentes misiones de alto riesgo y de carácter táctico operativo, constituyendo en una unidad de apoyo a todos los servicios policiales con la finalidad de disminuir los riesgos del personal policial.

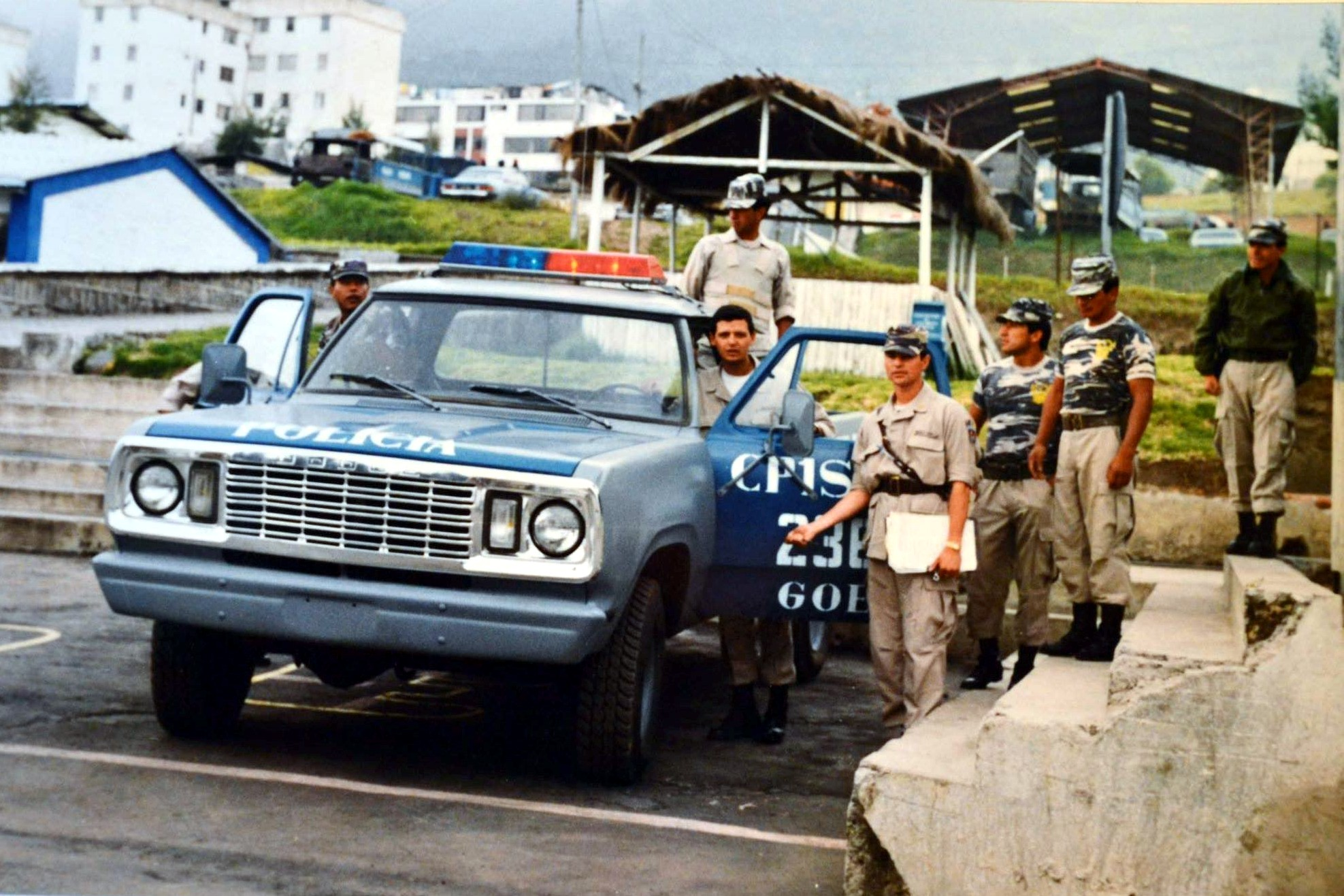
Personal del "GOE" en 1992

El Grupo de Operaciones Especiales de la Policía (GOE) . El GOE realiza operaciones tácticas en apoyo a los diferentes servicios y unidades policiales, en todas circunstancias de tiempo y lugar, a fin de garantizar la seguridad y el orden constituido. 
El talento humano de esta Unidad ha recibido  y recibe capacitación en unidades especiales a nivel mundial como el GOPE de Carabineros de Chile, el GEO de la Guardia Civil Española, la Policía Federal Argentina, GARRAS de la Policía Nacional Boliviana, Rescate en Montaña en Francia, Salvataje Acuático en Perú, lo que hace que el personal sea cien por ciento efectivo y profesional en sus tareas y misiones.

## Objetivos específicos
Consolidar una Unidad táctica de alto nivel, profesional y técnico con capacidad operativa, cuyo accionar esté acorde a las exigencias de la ciudadanía.
en apoyo a otras unidades de todos los comandos provinciales.
Prestar servicios de seguridad de excelencia con el empleo de técnicas, tácticas y tecnología moderna en apoyo a las demás unidades policiales, convirtiéndose en una fuerza proactiva de reacción inmediata en la prevención del delito y en situaciones de alto riesgo a través de operativos anti-delincuenciales.

## Funciones
Las operaciones en las que interviene el GOE son muy similares a las de grupos swat, especializándose en funciones más de control y seguridad.
1. Reducción o neutralización de los integrantes de bandas terroristas, grupos armados o delincuentes peligrosos.
2. Apertura y entrada en los lugares utilizados por los componentes de bandas terroristas y de grupos de delincuencia organizada.
3. Ejecutar los dispositivos de protección de personas y bienes que se les encomienden y precisen una especial cualificación.
4. Realizar reconocimientos subacuáticos tendentes a la búsqueda de víctimas, artefactos explosivos o cualquier otro efecto utilizado para la comisión de un hecho delictivo.
5. Realizar cualquier servicio cuya ejecución precise una especial cualificación.
6. Brindar seguridad a Políticos Prominentes del País.
7. Custodiar los pabellones de máxima seguridad de la Penitenciaría del Litoral y en su momento del Penal García Moreno.

## Labores de Prevención
1. Patrullaje preventivo en áreas de mayor incidencia delictiva.
2. Operativos anti delincuenciales focalizados de acuerdo a la georeferenciación del delito e informes de inteligencia.
3. Impartir cursos, seminarios, talleres, conferencias al personal policial en técnicas y tácticas policiales en coordinación con la Dirección Nacional de Educación.
4. Instruir a la ciudadanía en autoprotección y seguridad ciudadana, con la finalidad de crear una cultura de seguridad, como una actitud preventiva y defensiva ante posibles amenazas o peligros que puedan ocurrir a las personas o bienes dentro de sus actividades diarias.
5. Elaborar estudios de seguridad de instalaciones.
6. Evaluaciones teórico y prácticas de las personas que se encuentran en el proceso de recalificación para la tenencia de armas de fuego, siendo hasta el momento un total de 11.300 personas evaluadas.
7. Emitir Certificados de Idoneidad en medidas de seguridad, conocimiento del arma de fuego, manejo y aptitud de disparo

## Labores de Reacción
1. Apoyo a las Unidades y Servicios Policiales en operativos antidelincuenciales.
2. Apoyo al Servicio Urbano en acciones de amotinamiento o toma de instalaciones consideradas vitales así como para contrarrestar la delincuencia común y organizada.
3. Protección a dignatarios, personas importantes e ilustres visitantes.
4. Rescate y evacuación de víctimas y/o bienes.